# Bahnstrecke Neuss–Viersen
| Der Bahnhof Kaarster See |                                                 |                                                  |                                                  |
| Streckennummer (DB): | 2530 (Neuss – Neersen) 2511 (Neersen – Viersen) |                                                  |                                                  |
| Kursbuchstrecke (DB): | 450.28 (Neuss – Kaarst)                         |                                                  |                                                  |
| Kursbuchstrecke: | 242a (Neuß – Viersen 1946)                      |                                                  |                                                  |
| Streckenlänge: | 22 km                                           |                                                  |                                                  |
| Spurweite: | 1435 mm (Normalspur)                            |                                                  |                                                  |
| Streckenklasse: | C2                                              |                                                  |                                                  |
| Maximale Neigung: | 4,187 ‰                                         |                                                  |                                                  |
| Minimaler Radius: | 297,00 m                                        |                                                  |                                                  |
| Streckengeschwindigkeit: | 80 km/h                                         |                                                  |                                                  |
| Zugbeeinflussung: | PZB                                             |                                                  |                                                  |
| Zweigleisigkeit: | –                                               |                                                  |                                                  |
| |                                                 |                                                  |                                                  |
| \| \| \| Linksniederrheinische Strecke von Krefeld \| \| \| \| \| Strecke von Düsseldorf \| \| \| \| \| (ehem. Trasse über Neußer Weyhe) \| \| \| \| \| ehem. Trasse von Düsseldorf \| \| \| \| 0,0 \| Neuss Hbf \| Neuss Hbf \| \| \| \| Linksniederrheinische Strecke nach Köln \| \| \| \| \| Strecke nach Mönchengladbach \| \| \| \| 0,842 \| Infrastrukturgrenze DB InfraGO / Regiobahn \| Infrastrukturgrenze DB InfraGO / Regiobahn \| \| \| 2,1 \| Weissenberg \| Weissenberg \| \| \| \| Neuss Johanna-Etienne-Krankenhaus (geplant)[1] \| \| \| \| \| (ehem. Trasse über Neußer Weyhe) \| \| \| \| \| A 57 \| \| \| \| 4,4 \| IKEA Kaarst (ehem. Holzbüttgen) \| IKEA Kaarst (ehem. Holzbüttgen) \| \| \| 5,4 \| Kaarst Mitte/Holzbüttgen (ehem. Kaarst Erftstr.) \| Kaarst Mitte/Holzbüttgen (ehem. Kaarst Erftstr.) \| \| \| 6,2 \| Kaarster Bahnhof (ehem. Kaarst) \| Kaarster Bahnhof (ehem. Kaarst) \| \| \| 7,1 \| Kaarster See \| Kaarster See \| \| \| 11,7 \| Schiefbahn \| Schiefbahn \| \| \| \| ehem. Strecke von Krefeld \| \| \| \| 15,3 0,0 \| Neersen \| Neersen \| \| \| \| ehem. Strecke nach Mönchengladbach \| \| \| \| 4,6 \| Strecke von Mönchengladbach \| Strecke von Mönchengladbach \| \| \| \| Viersen Gbf \| \| \| \| 6,5 \| Viersen Pbf (ehem. Viersen RhE) \| Viersen Pbf (ehem. Viersen RhE) \| \| \| \| ehem. Trasse von Mönchengladbach \| \| \| \| \| Viersen BME \| \| \| \| \| Strecke nach Venlo \| \| \| \| \| Strecke nach Duisburg \| \| \| \| \| \| \| \| Quellen: [2][3][4] \| \| \| \| |                                                 |                                                  |                                                  |
| Strecke |                                                 | Linksniederrheinische Strecke von Krefeld        | Linksniederrheinische Strecke von Krefeld        |
| Abzweig geradeaus, nach links und von links |                                                 | Strecke von Düsseldorf                           | Strecke von Düsseldorf                           |
| Strecke von links (außer Betrieb) · Abzweig geradeaus und ehemals von rechts |                                                 | (ehem. Trasse über Neußer Weyhe)                 | (ehem. Trasse über Neußer Weyhe)                 |
| Strecke (außer Betrieb) · Abzweig geradeaus und ehemals von links |                                                 | ehem. Trasse von Düsseldorf                      | ehem. Trasse von Düsseldorf                      |
| Strecke (außer Betrieb) · Bahnhof mit S-Bahn-Halt | 0,0                                             | Neuss Hbf                                        | Neuss Hbf                                        |
| Strecke (außer Betrieb) · Abzweig geradeaus und nach links |                                                 | Linksniederrheinische Strecke nach Köln          | Linksniederrheinische Strecke nach Köln          |
| Strecke (außer Betrieb) · Abzweig geradeaus und nach links |                                                 | Strecke nach Mönchengladbach                     | Strecke nach Mönchengladbach                     |
| Strecke (außer Betrieb) · Wechsel des Eisenbahninfrastrukturunternehmens | 0,842                                           | Infrastrukturgrenze DB InfraGO / Regiobahn       | Infrastrukturgrenze DB InfraGO / Regiobahn       |
| Haltepunkt / Haltestelle (Strecke außer Betrieb) · Strecke | 2,1                                             | Weissenberg                                      | Weissenberg                                      |
| Strecke (außer Betrieb) · ehemaliger S-Bahn-Halt |                                                 | Neuss Johanna-Etienne-Krankenhaus (geplant)      | Neuss Johanna-Etienne-Krankenhaus (geplant)      |
| Verschwenkung nach links (Strecke außer Betrieb) · Verschwenkung nach rechts |                                                 | (ehem. Trasse über Neußer Weyhe)                 | (ehem. Trasse über Neußer Weyhe)                 |
| Strecke mit Straßenbrücke |                                                 | A 57                                             | A 57                                             |
| S-Bahnhof | 4,4                                             | IKEA Kaarst (ehem. Holzbüttgen)                  | IKEA Kaarst (ehem. Holzbüttgen)                  |
| S-Bahn-Halt | 5,4                                             | Kaarst Mitte/Holzbüttgen (ehem. Kaarst Erftstr.) | Kaarst Mitte/Holzbüttgen (ehem. Kaarst Erftstr.) |
| S-Bahn-Halt | 6,2                                             | Kaarster Bahnhof (ehem. Kaarst)                  | Kaarster Bahnhof (ehem. Kaarst)                  |
| S-Kopfbahnhof Strecke ab hier außer Betrieb | 7,1                                             | Kaarster See                                     | Kaarster See                                     |
| Bahnhof (Strecke außer Betrieb) | 11,7                                            | Schiefbahn                                       | Schiefbahn                                       |
| Abzweig geradeaus und von rechts (Strecke außer Betrieb) |                                                 | ehem. Strecke von Krefeld                        | ehem. Strecke von Krefeld                        |
| Bahnhof (Strecke außer Betrieb) | 15,3 0,0                                        | Neersen                                          | Neersen                                          |
| Abzweig geradeaus und nach links (Strecke außer Betrieb) |                                                 | ehem. Strecke nach Mönchengladbach               | ehem. Strecke nach Mönchengladbach               |
| Abzweig ehemals geradeaus und von links | 4,6                                             | Strecke von Mönchengladbach                      | Strecke von Mönchengladbach                      |
| Dienststation / Betriebs- oder Güterbahnhof |                                                 | Viersen Gbf                                      | Viersen Gbf                                      |
| Bahnhof | 6,5                                             | Viersen Pbf (ehem. Viersen RhE)                  | Viersen Pbf (ehem. Viersen RhE)                  |
| Abzweig geradeaus und ehemals von links |                                                 | ehem. Trasse von Mönchengladbach                 | ehem. Trasse von Mönchengladbach                 |
| ehemaliger Bahnhof |                                                 | Viersen BME                                      | Viersen BME                                      |
| Abzweig geradeaus und nach links |                                                 | Strecke nach Venlo                               | Strecke nach Venlo                               |
| Strecke nach rechts |                                                 | Strecke nach Duisburg                            | Strecke nach Duisburg                            |
| |                                                 |                                                  |                                                  |
| Quellen: |                                                 |                                                  |                                                  |

Die Bahnstrecke Neuss–Viersen ist eine überwiegend stillgelegte Eisenbahnstrecke in Nordrhein-Westfalen. Sie führte ehemals von Neuss Hbf über Kaarst und Neersen nach Viersen, seit 1968 endet sie in Kaarst.
Das größere noch in Betrieb befindliche Teilstück ist heute eine eingleisige und nicht elektrifizierte Nebenstrecke. Das kürzere Teilstück hingegen wird heute zur Bahnstrecke Duisburg-Ruhrort–Mönchengladbach gerechnet und ist eine zweigleisige und mit Oberleitung versehene Hauptstrecke.

## Geschichte

### Bau der Strecke im 19. Jahrhundert
Ausgehend von ihrem Bahnhof Neuss an der Linksniederrheinischen Strecke baute die Rheinische Eisenbahn-Gesellschaft (RhE) eine eigene Strecke Richtung Viersen weitgehend parallel zu den Strecken Mönchengladbach–Düsseldorf und Duisburg-Ruhrort–Mönchengladbach der Bergisch-Märkischen Eisenbahn-Gesellschaft (BME), die diese von der Königlichen Direktion der Aachen-Düsseldorf-Ruhrorter Eisenbahn übernommen hatte.
Am 15. November 1877 wurde der Streckenabschnitt von Neuss bis Neersen eröffnet, am gleichen Tag wie die Bahnstrecke Krefeld–Rheydt. Das restliche Teilstück bis Viersen RhE folgte erst knapp ein Jahr später am 1. November 1878.
Der überwiegende Teil der Trasse führt entlang des Nordkanals.

### Wirtschaftliche Bedeutung in der ersten Hälfte des 20. Jahrhunderts
Wie auch bei anderen Projekten beabsichtigte die RhE, durch eine möglichst geradlinige Streckenführung und damit kürzere Fahrzeit den bereits etablierten Strecken Marktanteile abnehmen zu können. Da bei der Streckenführung über Kaarst und Neersen die Stadt Mönchengladbach, der größte Ort der Region mit seinem verkehrstechnisch sehr bedeutenden Bahnhof Mönchengladbach BME (heute Mönchengladbach Hauptbahnhof), nicht angefahren wurde, blieb das Echo auf die neue Strecke insbesondere bei Reisenden verhalten.
Der Betrieb der Strecke war nicht wirtschaftlich; dies blieb auch so, als 1909 im Zuge der Verlegung der Bahnstrecke Krefeld–Rheydt die Verbindungskurve von Mönchengladbach-Neuwerk zum Hauptbahnhof eröffnet wurde. Der Personenverkehr ab Kaarst wurde am 29. September 1968 eingestellt, der Güterverkehr folgte zum Jahresende 1984.

### Umbauten
Ursprünglich verlief die Strecke von Holzbüttgen auf gerader Trassierung weiter entlang der heutigen Straße Neusser Weyhe über den Stadtteil Weißenberg, wo sich an der Venloer Straße der Haltepunkt Weissenberg befand. Erst hinter der heutigen Römerstraße folgte eine Rechtskurve und die Strecke erreichte den Neusser Bahnhof von Norden her. 1901 wurde dieser Abschnitt durch den heutigen, weiter südlich gelegenen Verlauf entlang des Nordkanals und der Trasse der Bahnstrecke Mönchengladbach–Düsseldorf ersetzt, der von Süden in den Neusser Bahnhof führt.
In Viersen existierten seit der Inbetriebnahme des Rheinischen Bahnhofs im Jahr 1878 zwei Bahnhöfe in unmittelbarer Nachbarschaft. 1880 wurden beide Eisenbahngesellschaften verstaatlicht und 1887 der Personenverkehr vom Rheinischen zum Bergisch-Märkischen Bahnhof verlegt. 30 Jahre später wurde der komplette Bahnhof Viersen wieder an den Ort des ehemaligen Rheinischen Bahnhofs zurückverlagert, nachdem die ehemals geradlinig zwischen Mönchengladbach und Viersen verlaufende Bergisch-Märkische Trasse zu Gunsten einer weiter östlich errichteten neuen Streckenführung aufgegeben worden war. Diese trifft am östlichen Ende des Bahnhofs Viersen bei Streckenkilometer 4,6 auf die ehemalige Rheinische Trasse, die in diesem Teilstück heute als zweigleisige und seit 1964 elektrifizierte Hauptstrecke in Betrieb ist.

### Wiederinbetriebnahme des Streckenabschnitts Neuss–Kaarst
1998 übernahm die Regiobahn GmbH den Streckenabschnitt Neuss–Kaarst von der Deutschen Bahn. Zwischen Neuss Hauptbahnhof und Kaarster See verkehrt heute die Linie S 28 der S-Bahn Rhein-Ruhr. Ab der Endhaltestelle bis zur Einmündung der geänderten Streckenführung von Mönchengladbach nach Viersen ist die Bahnstrecke komplett stillgelegt und zum größten Teil demontiert. Auf einem Teil dieses Abschnitts wurde der Nordkanal-Radweg errichtet.
Bis zum 7. Januar 2003 verkehrte zwischen Kaarst und Viersen eine Schnellbuslinie (SB 86), die etwa 40 Minuten für die Strecke benötigte. Heute verkehrt zwischen Kaarst und Viersen die Bahnbuslinie 094. Sie bedient wie die alte Bahnstrecke die Relation Viersen – Neersen – Schiefbahn – Kaarster See.

### Elektrifizierung und Ausbau
Die Elektrifizierung der in Betrieb befindlichen Streckenabschnitte ist bis zum Jahr 2026 geplant. Dann sollen auf der Strecke neue Elektrotriebzüge eingesetzt werden. Im August 2022 erteilte die Bezirksregierung den letzten dazu erforderlichen Planfeststellungsbeschluss. Erste Rodungsarbeiten fanden im Februar 2024 statt, um die Trasse für die Aufstellung der Oberleitungsmasten vorzubereiten. Der erste Oberleitungsmast des Abschnitts Kaarster See–Neuss Hbf wurde am 26. Juli 2024 am Haltepunkt Kaarster See aufgestellt. Die Bauarbeiten sollen bis Ende 2026 abgeschlossen sein.
Aufgrund einer geänderten Einstiegshöhe müssen die Gleise in den Bahnhöfen um 20 cm angehoben werden, die Einstiegshöhe beträgt zukünftig 76 cm anstelle von bisher 96 cm. Im Bereich der Straßenüberführung Konrad-Adenauer-Ring in Neuss muss hingegen eine Absenkung der Gleislage erfolgen, um die Durchführung der Oberleitung zu ermöglichen. Die Einspeisung des Fahrstroms soll über die bestehende Infrastruktur der Deutschen Bahn im Schaltposten Neuss erfolgen.
Zudem soll ein Teilabschnitt der Strecke zwischen Neuss und Kaarst zweigleisig ausgebaut werden. Es handelt sich dabei um den Abschnitt zwischen Streckenkilometer 2,4+20 (Bahnübergang Geulenstraße, Neuss) und Streckenkilometer 3,9+80 (Bahnhof IKEA Kaarst). Aktuell ist die Fertigstellung für März 2025 geplant. Hierzu wurde die 1813 gebaute und 1873 für den Bahnverkehr ertüchtigte Brücke über den Nordkanal im Sommer 2020 durch einen zweigleisigen Neubau ersetzt. Außerdem muss der Bahnübergang der Straße An der Gümpgesbrücke in Kaarst umgebaut werden.
Die Kosten für die Elektrifizierung und den Ausbau der Strecke betragen ca. 12,4 Millionen Euro (Stand 2018).

## Zukunft

### Streckenverlängerung und neuer Haltepunkt in Neuss
Es gibt Planungen zur Verlängerung der Linie S 28, dazu soll die ehemalige Strecke bis Neersen reaktiviert werden. Darüber hinaus gibt es Pläne bzw. Überlegungen für zwei verschiedene Varianten:
1. Komplette Reaktivierung der Strecke, über die die S 28 über Neersen nach Viersen und Venlo verlängert würde. Für ein Planungsgutachten zu diesem Vorhaben wurde von der Euregio Rhein-Maas-Nord ein Zuschuss von 34.000 Euro genehmigt.[16][17][18]
2. Wiedererrichtung des Teilstücks der ehemaligen Bahnstrecke Krefeld–Rheydt zwischen Neersen und Mönchengladbach-Neuwerk sowie der abgerissenen Verbindungsstrecke von Mönchengladbach-Neuwerk nach Mönchengladbach Hbf und Durchbindung der Linie über Neersen nach Mönchengladbach.

Des Weiteren wurde geprüft, ob ein Haltepunkt Neuss Nord oder Neuss Morgensternsheide oder Neuss Johanna-Etienne-Krankenhaus zwischen Neuss Hauptbahnhof und IKEA Kaarst umsetzbar ist.
Im Dezember 2016 teilten der Landrat und die Bürgermeister des Kreises Viersen mit, dass sie sich weiterhin für den Ausbau der Regiobahn-Linie S 28 einsetzen werden. 2019 erarbeitete ein Dortmunder Planungsbüro eine Studie zu den verkehrlichen und volkswirtschaftlichen Vorteilen einer verlängerten Regiobahn S28.
Im Februar 2020 wurde bekannt, dass auch die Stadt Mönchengladbach, die eine Verlängerung der Bahnstrecke bislang abgelehnt hatte, dieser nun „verhalten positiv“ gegenübersteht. Im November 2020 wurde Felix Heinrichs (SPD) zum neuen Oberbürgermeister gewählt. Zugleich stellten die Ampelparteien nach den Kommunalwahlen 2020 die Mehrheit im Mönchengladbacher Stadtrat.
Mitte Februar 2021 vereinbarten der Landrat des Kreises Viersen sowie die (Ober-)Bürgermeister von Mönchengladbach, Viersen und Willich, dass sich der Kreis und die Kommunen „gegenseitig bei den jeweils verfolgten Projekten im Schienenpersonennahverkehr … unterstützen.“ Zu den Projekten zählt dabei auch der Wiederaufbau der Strecke von Kaarst über Schiefbahn und Neersen (jeweils zu Willich gehörend) nach Viersen. Nach Zustimmung durch den Kreistag und die Stadträte wurde ein entsprechender Letter of Intent am 1. Juli 2021 unterzeichnet.
2022 kaufte die Stadt Willich in Vorbereitung zur Streckenverlängerung ein 18.000 Quadratmeter großes Grundstück am früheren Bahnhof Schiefbahn, auf dem eine Park-and-Ride-Anlage entstehen soll. Mit einer Inbetriebnahme wird frühestens 2027 gerechnet.
Das „Kompetenzcenter Integraler Taktfahrplan“ hat im April 2023 den 2. Gutachterentwurf zum „NRW-Zielnetz 2032“ veröffentlicht. Darin ist der Streckenabschnitt zwischen Viersen und dem Kaarster See enthalten. Die Erstellung des Betriebskonzepts sei abgeschlossen. Nach Durchführung einer Machbarkeitsstudie würden die Pläne konkretisiert. Folgende Haltestellen sollen für die S 28 neu eingerichtet werden: Willich-Schiefbahn, Mönchengladbach Flughafen und Viersen-Hamm.